# Noctua scotophila
Noctua scotophila là một loài bướm đêm trong họ Noctuidae.